# Équipe d'Afrique du Sud de football à la Coupe du monde 2010
Cet article relate le parcours de l’Équipe d'Afrique du Sud de football lors de la Coupe du monde de football 2010 organisée chez elle en Afrique du Sud du 11 juin au 11 juillet 2010.
Pour la première fois de son histoire, l'Équipe d'Afrique du Sud de football accueille la 19e édition de la Coupe du monde de football et de ce fait elle est directement qualifiée pour la Coupe du monde de football pour la troisième fois de son histoire.

## Effectif
Le 1er juin 2010, la liste des joueurs sud-africains retenus pour disputer l'épreuve est dévoilée. Sélections arrêtées le 6 juin 2010.
| Numéro / Nom       | Numéro / Nom            | Équipe            | Sél. (but)      | Date de naissance | J.              |                 |                 |                 |                 |
| Gardiens de but    | Gardiens de but         | Gardiens de but   | Gardiens de but | Gardiens de but   | Gardiens de but | Gardiens de but | Gardiens de but | Gardiens de but | Gardiens de but |
| ------------------ | ----------------------- | ----------------- | --------------- | ----------------- | --------------- | --------------- | --------------- | --------------- | --------------- |
| 16                 | Itumeleng Khune         | Kaizer Chiefs     | 28 (0)          | 20 juin 1987      | 2               | 0               | 0               | 0               | 1               |
| 1                  | Moeneeb Josephs         | Orlando Pirates   | 18 (0)          | 19 mai 1980       | 2               | 0               | 0               | 0               | 0               |
| 22                 | Shu-Aib Walters         | Maritzburg United | 0 (0)           | 26 décembre 1981  | 0               | 0               | 0               | 0               | 0               |
| Défenseurs         |                         |                   |                 |                   |                 |                 |                 |                 |                 |
| 4                  | Aaron Mokoena           | Portsmouth FC     | 101 (1)         | 25 novembre 1980  | 3               | 0               | 0               | 0               | 0               |
| 2                  | Siboniso Gaxa           | Mamelodi Sundowns | 38 (0)          | 6 avril 1984      | 3               | 0               | 0               | 0               | 0               |
| 3                  | Tsepo Masilela          | Maccabi Haifa     | 30 (0)          | 5 mai 1985        | 3               | 0               | 1               | 0               | 0               |
| 14                 | Matthew Booth           | Mamelodi Sundowns | 27 (1)          | 14 mars 1977      | 0               | 0               | 0               | 0               | 0               |
| 15                 | Lucas Thwala            | Orlando Pirates   | 26 (1)          | 19 octobre 1981   | 1               | 0               | 0               | 0               | 0               |
| 20                 | Bongani Khumalo         | Supersport United | 15 (0)          | 6 janvier 1987    | 3               | 1               | 0               | 0               | 0               |
| 21                 | Siyabonga Sangweni      | Golden Arrows     | 9 (1)           | 29 septembre 1981 | 0               | 0               | 0               | 0               | 0               |
| 5                  | Anele Ngongca           | KRC Genk          | 5 (0)           | 20 octobre 1987   | 1               | 0               | 0               | 0               | 0               |
| Milieux de terrain |                         |                   |                 |                   |                 |                 |                 |                 |                 |
| 6                  | MacBeth Sibaya          | Rubin Kazan       | 57 (0)          | 25 novembre 1977  | 1               | 0               | 0               | 0               | 0               |
| 11                 | Teko Modise             | Orlando Pirates   | 52 (10)         | 22 décembre 1982  | 3               | 0               | 0               | 0               | 0               |
| 10                 | Steven Pienaar          | Everton           | 51 (2)          | 17 mars 1982      | 3               | 0               | 1               | 0               | 0               |
| 13                 | Kagisho Dikgacoi        | Fulham FC         | 36 (2)          | 24 novembre 1984  | 2               | 0               | 1               | 0               | 0               |
| 19                 | Surprise Moriri         | Mamelodi Sundowns | 33 (5)          | 20 mars 1980      | 1               | 0               | 0               | 0               | 0               |
| 7                  | Lance Davids            | Ajax Cape Town    | 23 (0)          | 11 avril 1985     | 0               | 0               | 0               | 0               | 0               |
| 12                 | Reneilwe Letsholonyane  | Kaizer Chiefs     | 14 (1)          | 9 juin 1982       | 2               | 0               | 0               | 0               | 0               |
| 23                 | Thanduyise Khuboni      | Golden Arrows     | 9 (0)           | 23 mai 1986       | 1               | 0               | 0               | 0               | 0               |
| 8                  | Siphiwe Tshabalala      | Kaizer Chiefs     | 50 (6)          | 25 septembre 1984 | 3               | 1               | 0               | 0               | 0               |
| Attaquants         |                         |                   |                 |                   |                 |                 |                 |                 |                 |
| 18                 | Siyabonga Nomvethe      | Moroka Swallows   | 78 (16)         | 2 décembre 1977   | 1               | 0               | 0               | 0               | 0               |
| 9                  | Katlego Mphela          | Mamelodi Sundowns | 33 (15)         | 29 novembre 1984  | 3               | 1               | 0               | 0               | 0               |
| 17                 | Bernard Parker          | FC Twente         | 29 (9)          | 16 mars 1986      | 2               | 0               | 0               | 0               | 0               |
| Sélectionneur      |                         |                   |                 |                   |                 |                 |                 |                 |                 |
|                    | Carlos Alberto Parreira |                   |                 | 27 février 1943   |                 |                 |                 |                 |                 |
| Réserve            |                         |                   |                 |                   |                 |                 |                 |                 |                 |
|                    | Rowen Fernández         | Arminia Bielefeld | 23 (0)          | 28 février 1978   |                 |                 |                 |                 |                 |
|                    | Bryce Moon              | PAOK              | 18 (1)          | 6 avril 1986      |                 |                 |                 |                 |                 |
|                    | Innocent Mdledle        | Mamelodi Sundowns | 11 (0)          | 12 novembre 1985  |                 |                 |                 |                 |                 |
|                    | Franklin Cale           | Mamelodi Sundowns | 5 (0)           | 10 mai 1983       |                 |                 |                 |                 |                 |
|                    | Benni McCarthy          | West Ham United   | 79 (32)         | 12 novembre 1977  |                 |                 |                 |                 |                 |
|                    | Bevan Fransman          | Maccabi Netanya   | 13 (0)          | 31 octobre 1983   |                 |                 |                 |                 |                 |
| Blessé             |                         |                   |                 |                   |                 |                 |                 |                 |                 |
| A                  |                         | Pays inconnu      |                 |                   |                 |                 |                 |                 |                 |

 = capitaine --  

## Qualifications
L'Afrique du Sud est qualifiée d'office en tant que pays organisateur de la compétition. Elle a toutefois participé aux qualifications car commune avec celle de la Coupe d'Afrique des Nations 2010.

## Deuxième tour

### Groupe 4
| Rang | Équipe             | Pts | J | G | N | P | Bp | Bc | Diff |  | Résultats (▼ dom., ► ext.) |     |     |     |     |
| ---- | ------------------ | --- | - | - | - | - | -- | -- | ---- |  | -------------------------- | --- | --- | --- | --- |
| 1    | Nigeria            | 18  | 6 | 6 | 0 | 0 | 11 | 1  | +10  |  | Nigeria                    |     | 2-0 | 4-1 | 2-0 |
| 2    | Afrique du Sud     | 7   | 6 | 2 | 1 | 3 | 5  | 5  | 0    |  | Afrique du Sud             | 0-1 |     | 0-0 | 4-1 |
| 3    | Sierra Leone       | 7   | 6 | 2 | 1 | 3 | 4  | 8  | -4   |  | Sierra Leone               | 0-1 | 1-0 |     | 2-1 |
| 4    | Guinée équatoriale | 3   | 6 | 1 | 0 | 5 | 4  | 10 | -6   |  | Guinée équatoriale         | 0-1 | 0-1 | 2-0 |     |

## Préparation

### Coupe des Confédérations 2009

#### Groupe A
| 14 juin 2009                      | Afrique du Sud | 0 - 0 | Irak | Ellis Park Stadium, Johannesbourg                |                                                  |
| 16:00 · Historique des rencontres |                |       |      | Spectateurs : 48 837 Arbitrage : Jorge Larrionda | Spectateurs : 48 837 Arbitrage : Jorge Larrionda |
| 16:00 · Historique des rencontres | Rapport        |       |      | Spectateurs : 48 837 Arbitrage : Jorge Larrionda | Spectateurs : 48 837 Arbitrage : Jorge Larrionda |

| 17 juin 2009                      | Afrique du Sud | 2 - 0 | Nouvelle-Zélande | Royal Bafokeng Stadium, Rustenburg                |                                                   |
| 20:00 · Historique des rencontres | Parker 21e 52e |       |                  | Spectateurs : 36 598 Arbitrage : Benito Archundia | Spectateurs : 36 598 Arbitrage : Benito Archundia |
| 20:00 · Historique des rencontres | Rapport        |       |                  | Spectateurs : 36 598 Arbitrage : Benito Archundia | Spectateurs : 36 598 Arbitrage : Benito Archundia |

| 20 juin 2009                      | Espagne                  | 2 - 0 | Afrique du Sud | Free State Stadium, Mangaung/Bloemfontein   |                                             |
| 20:00 · Historique des rencontres | Villa 52e · Llorente 72e |       |                | Spectateurs : 38 212 Arbitrage : Pablo Pozo | Spectateurs : 38 212 Arbitrage : Pablo Pozo |
| 20:00 · Historique des rencontres | Rapport                  |       |                | Spectateurs : 38 212 Arbitrage : Pablo Pozo | Spectateurs : 38 212 Arbitrage : Pablo Pozo |

#### Demi-finales
| 25 juin 2009                      | Brésil    | 1 - 0 | Afrique du Sud | Ellis Park Stadium, Johannesbourg                |                                                  |
| 20:00 · Historique des rencontres | Alves 88e |       |                | Spectateurs : 48 049 Arbitrage : Massimo Busacca | Spectateurs : 48 049 Arbitrage : Massimo Busacca |
| 20:00 · Historique des rencontres | Rapport   |       |                | Spectateurs : 48 049 Arbitrage : Massimo Busacca | Spectateurs : 48 049 Arbitrage : Massimo Busacca |

#### Match pour la troisième place
| 28 juin 2009                      | Espagne                           | 3 - 2 a.p. | Afrique du Sud    | Royal Bafokeng Stadium, Rustenburg              |                                                 |
| 15:00 · Historique des rencontres | Guïza 88e, 89e · Xabi Alonso 107e |            | Mphela 73e, 90+3e | Spectateurs : 31 788 Arbitrage : Matthew Breeze | Spectateurs : 31 788 Arbitrage : Matthew Breeze |
| 15:00 · Historique des rencontres | Rapport                           |            |                   | Spectateurs : 31 788 Arbitrage : Matthew Breeze | Spectateurs : 31 788 Arbitrage : Matthew Breeze |

### Amicaux
| Match amical                             | Afrique du Sud | 1 - 3 | Serbie                      | Atteridgeville Super Stadium Atteridgeville (Afrique du Sud) |                                                       |
| 12 août 2009 · Historique des rencontres | Mphela 93e     |       | Tošić 56e 77e · Lazovic 68e | Spectateurs : 10 000 Arbitrage : Jean-Claude Lebrosse        | Spectateurs : 10 000 Arbitrage : Jean-Claude Lebrosse |
| 12 août 2009 · Historique des rencontres | Rapport        |       |                             | Spectateurs : 10 000 Arbitrage : Jean-Claude Lebrosse        | Spectateurs : 10 000 Arbitrage : Jean-Claude Lebrosse |

| Match amical                                 | Allemagne            | 2 - 0 | Afrique du Sud | BayArena Leverkusen (Allemagne)                    |                                                    |
| 5 septembre 2009 · Historique des rencontres | Gómez 36e · Özil 77e |       |                | Spectateurs : 29 569 Arbitrage : Claudio Circhetta | Spectateurs : 29 569 Arbitrage : Claudio Circhetta |
| 5 septembre 2009 · Historique des rencontres | Rapport              |       |                | Spectateurs : 29 569 Arbitrage : Claudio Circhetta | Spectateurs : 29 569 Arbitrage : Claudio Circhetta |

| Match amical                                 | République d'Irlande | 1 - 0 | Afrique du Sud | Thomond Park Limerick (Irlande) |                           |
| 8 septembre 2009 · Historique des rencontres | Lawrence 37e         |       |                | Arbitrage : Craig Thomson       | Arbitrage : Craig Thomson |
| 8 septembre 2009 · Historique des rencontres | Rapport              |       |                | Arbitrage : Craig Thomson       | Arbitrage : Craig Thomson |

| Match amical                                  | Afrique du Sud | 1 - 0 | Madagascar | ABSA Park Kimberley (Afrique du Sud) |  |
| 19 septembre 2009 · Historique des rencontres | Mphela 64e     |       |            |                                      |  |
| 19 septembre 2009 · Historique des rencontres | Rapport        |       |            |                                      |  |

| Match amical                                | Norvège     | 1 - 0 | Afrique du Sud | Stade Ullevaal Oslo (Norvège) |                            |
| 10 octobre 2009 · Historique des rencontres | Waehler 48e |       |                | Arbitrage : William Collum    | Arbitrage : William Collum |
| 10 octobre 2009 · Historique des rencontres | Rapport     |       |                | Arbitrage : William Collum    | Arbitrage : William Collum |

| Match amical                                | Islande        | 1 - 0 | Afrique du Sud | Laugardalsvöllur Reykjavik (Islande) |                               |
| 13 octobre 2009 · Historique des rencontres | Gunnarsson 48e |       |                | Arbitrage : Svein Oddvar Moen        | Arbitrage : Svein Oddvar Moen |
| 13 octobre 2009 · Historique des rencontres | Rapport        |       |                | Arbitrage : Svein Oddvar Moen        | Arbitrage : Svein Oddvar Moen |

| Match amical                                 | Afrique du Sud | 0 - 0 | Japon | Tehelné Pole Bratislava (Slovaquie)      |                                          |
| 14 novembre 2009 · Historique des rencontres |                |       |       | Arbitrage : Romualdo Do Rosario Baltazar | Arbitrage : Romualdo Do Rosario Baltazar |
| 14 novembre 2009 · Historique des rencontres | Rapport        |       |       | Arbitrage : Romualdo Do Rosario Baltazar | Arbitrage : Romualdo Do Rosario Baltazar |

| Match amical                                 | Afrique du Sud | 0 - 0 | Jamaïque | Free State Stadium Bloemfontein (Afrique du Sud) |                                                |
| 17 novembre 2009 · Historique des rencontres |                |       |          | Arbitrage : Hubert Marie Bruno Andriamiharisoa   | Arbitrage : Hubert Marie Bruno Andriamiharisoa |
| 17 novembre 2009 · Historique des rencontres | Rapport        |       |          | Arbitrage : Hubert Marie Bruno Andriamiharisoa   | Arbitrage : Hubert Marie Bruno Andriamiharisoa |

| Match amical                                | Afrique du Sud                            | 3 - 0 | Zimbabwe | Moses Mabhida Stadium Durban (Afrique du Sud) |  |
| 27 janvier 2010 · Historique des rencontres | Tshabalala 49e · Mbuyane 76e · Thwala 90e |       |          |                                               |  |
| 27 janvier 2010 · Historique des rencontres | Rapport                                   |       |          |                                               |  |

| Match amical                            | Afrique du Sud | 1 - 1 | Namibie    | Moses Mabhida Stadium Durban (Afrique du Sud) |                            |
| 3 mars 2010 · Historique des rencontres | Mphela 70e     |       | Bester 42e | Arbitrage : Dennis Nguluwe                    | Arbitrage : Dennis Nguluwe |
| 3 mars 2010 · Historique des rencontres | Rapport        |       |            | Arbitrage : Dennis Nguluwe                    | Arbitrage : Dennis Nguluwe |

| Match amical                             | Paraguay         | 1 - 1 | Afrique du Sud | Estadio Defensores del Chaco Asuncion (Paraguay) |                                     |
| 31 mars 2010 · Historique des rencontres | Estigarribia 37e |       | Tshabalala 71e | Arbitrage : Paulo Cesar De Oliveira              | Arbitrage : Paulo Cesar De Oliveira |
| 31 mars 2010 · Historique des rencontres | Rapport          |       |                | Arbitrage : Paulo Cesar De Oliveira              | Arbitrage : Paulo Cesar De Oliveira |

| Match amical                              | Corée du Nord | 0 - 0 | Afrique du Sud | BRITA-Arena Wiesbaden (Allemagne) |                         |
| 22 avril 2010 · Historique des rencontres |               |       |                | Arbitrage : Felix Brych           | Arbitrage : Felix Brych |
| 22 avril 2010 · Historique des rencontres | Rapport       |       |                | Arbitrage : Felix Brych           | Arbitrage : Felix Brych |

| Match amical                              | Afrique du Sud            | 2 - 0 | Jamaïque | Bieberer Berg Stadion Offenbach (Allemagne) |                          |
| 28 avril 2010 · Historique des rencontres | Moriri 52e · Nomvethe 85e |       |          | Arbitrage : Peter Sippel                    | Arbitrage : Peter Sippel |
| 28 avril 2010 · Historique des rencontres | Rapport                   |       |          | Arbitrage : Peter Sippel                    | Arbitrage : Peter Sippel |

| Match amical                            | Afrique du Sud                               | 4 - 0 | Thaïlande | Mbombela Stadium Nelspruit (Afrique du Sud) |                            |
| 16 mai 2010 · Historique des rencontres | Tshabalala 22e · Mphela 29e 32e · Parker 90e |       |           | Arbitrage : Dennis Nguluwe                  | Arbitrage : Dennis Nguluwe |
| 16 mai 2010 · Historique des rencontres | Rapport                                      |       |           | Arbitrage : Dennis Nguluwe                  | Arbitrage : Dennis Nguluwe |

| Match amical                            | Afrique du Sud | 1 - 1 | Bulgarie    | Orlando Stadium Johannesbourg (Afrique du Sud) |                                              |
| 24 mai 2010 · Historique des rencontres | Sangweni 20e   |       | Bojinov 31e | Spectateurs : 30 000 Arbitrage : Kokou Fagla   | Spectateurs : 30 000 Arbitrage : Kokou Fagla |
| 24 mai 2010 · Historique des rencontres | Rapport        |       |             | Spectateurs : 30 000 Arbitrage : Kokou Fagla   | Spectateurs : 30 000 Arbitrage : Kokou Fagla |

| Match amical                            | Afrique du Sud  | 2 - 1 | Colombie | Loftus Versfeld Stadium Pretoria (Afrique du Sud) |                               |
| 27 mai 2010 · Historique des rencontres | Modise · Mphela |       | Moreno   | Arbitrage : Samwel Kipngetich                     | Arbitrage : Samwel Kipngetich |
| 27 mai 2010 · Historique des rencontres | Rapport         |       |          | Arbitrage : Samwel Kipngetich                     | Arbitrage : Samwel Kipngetich |

| Match amical                            | Afrique du Sud                           | 5 - 0 | Guatemala | Stade Peter Mokaba Polokwane (Afrique du Sud) |                             |
| 31 mai 2010 · Historique des rencontres | Mphela · Letsholonyane · Moriri · Parker |       |           | Arbitrage : Ibrahim Chaibou                   | Arbitrage : Ibrahim Chaibou |
| 31 mai 2010 · Historique des rencontres | Rapport                                  |       |           | Arbitrage : Ibrahim Chaibou                   | Arbitrage : Ibrahim Chaibou |

La préparation pour le mondial commencera à proprement parler à l'annonce de la liste des joueurs sélectionnés.
| Match amical                            | Afrique du Sud | 1 - 0 | Danemark | Atteridgeville Super Stadium Atteridgeville (Afrique du Sud) |                        |
| 5 juin 2010 · Historique des rencontres | Mphela 76e     |       |          | Arbitrage : Odan Mbaga                                       | Arbitrage : Odan Mbaga |
| 5 juin 2010 · Historique des rencontres | Rapport        |       |          | Arbitrage : Odan Mbaga                                       | Arbitrage : Odan Mbaga |

## Coupe du monde - Groupe A
|   | Équipe         | Pts | J | G | N | P | BP | BC | Diff |
| - | -------------- | --- | - | - | - | - | -- | -- | ---- |
| 1 | Uruguay        | 7   | 3 | 2 | 1 | 0 | 4  | 0  | +4   |
| 2 | Mexique        | 4   | 3 | 1 | 1 | 1 | 3  | 2  | +1   |
| 3 | Afrique du Sud | 4   | 3 | 1 | 1 | 1 | 3  | 5  | -2   |
| 4 | France         | 1   | 3 | 0 | 1 | 2 | 1  | 4  | -3   |

| 11 juin | Afrique du Sud | 1 - 1 | Mexique        |
| 11 juin | Uruguay        | 0 - 0 | France         |
| 16 juin | Afrique du Sud | 0 - 3 | Uruguay        |
| 17 juin | France         | 0 - 2 | Mexique        |
| 22 juin | Mexique        | 0 - 1 | Uruguay        |
| 22 juin | France         | 1 - 2 | Afrique du Sud |

### Afrique du Sud - Mexique
| Match d'ouverture                                      | Afrique du Sud         | 1 – 1   | Mexique            | Soccer City, Johannesbourg                       |                                                  |
| 11 juin 2010 · 16:00 UTC+2 · Historique des rencontres | Siphiwe Tshabalala 55e | (0 – 0) | Rafael Márquez 79e | Spectateurs : 84 490 Arbitrage : Ravshan Irmatov | Spectateurs : 84 490 Arbitrage : Ravshan Irmatov |
| 11 juin 2010 · 16:00 UTC+2 · Historique des rencontres | Rapport                |         |                    | Spectateurs : 84 490 Arbitrage : Ravshan Irmatov | Spectateurs : 84 490 Arbitrage : Ravshan Irmatov |

| Afrique du Sud | Mexique |

| AFRIQUE DU SUD :        |    |                        |  |     |     |     |
|                         |    |                        |  |     |     |     |
| G                       | 16 | Itumeleng Khune        |  |     |     |     |
| D                       | 2  | Siboniso Gaxa          |  |     |     |     |
| D                       | 4  | Aaron Mokoena          |  |     |     |     |
| M                       | 8  | Siphiwe Tshabalala     |  |     |     | 55e |
| A                       | 9  | Katlego Mphela         |  |     |     |     |
| M                       | 10 | Steven Pienaar         |  | 83e |     |     |
| M                       | 11 | Teko Modise            |  |     |     |     |
| M                       | 12 | Reneilwe Letsholonyane |  |     |     |     |
| M                       | 13 | Kagisho Dikgacoi       |  |     | 27e |     |
| D                       | 15 | Lucas Thwala           |  | 46e |     |     |
| D                       | 20 | Bongani Khumalo        |  |     |     |     |
| Remplacements :         |    |                        |  |     |     |     |
| D                       | 3  | Tsepo Masilela         |  | 46e | 70e |     |
| A                       | 17 | Bernard Parker         |  | 83e |     |     |
| Sélectionneur :         |    |                        |  |     |     |     |
| Carlos Alberto Parreira |    |                        |  |     |     |     |

| MEXIQUE :       |    |                     |  |     |     |     |
|                 |    |                     |  |     |     |     |
| G               | 1  | Óscar Pérez         |  |     |     |     |
| D               | 2  | Francisco Rodríguez |  |     |     |     |
| D               | 3  | Carlos Salcido      |  |     |     |     |
| D               | 4  | Rafael Márquez      |  |     |     | 79e |
| D               | 5  | Ricardo Osorio      |  |     |     |     |
| M               | 6  | Gerardo Torrado     |  |     | 57e |     |
| A               | 9  | Guillermo Franco    |  | 73e |     |     |
| A               | 11 | Carlos Vela         |  | 69e |     |     |
| D               | 12 | Paul Aguilar        |  | 55e |     |     |
| D               | 16 | Efraín Juárez       |  |     | 18e |     |
| M               | 17 | Giovani dos Santos  |  |     |     |     |
| Remplacements : |    |                     |  |     |     |     |
| A               | 10 | Cuauhtémoc Blanco   |  | 69e |     |     |
| A               | 14 | Javier Hernández    |  | 73e |     |     |
| M               | 18 | Andrés Guardado     |  | 55e |     |     |
| Sélectionneur : |    |                     |  |     |     |     |
| Javier Aguirre  |    |                     |  |     |     |     |

### Afrique du Sud - Uruguay
| 2e journée                                             | Afrique du Sud | 0 – 3   | Uruguay                                            | Loftus Versfeld Stadium, Pretoria                |                                                  |
| 16 juin 2010 · 20:30 UTC+2 · Historique des rencontres |                | (0 – 1) | Diego Forlán 24e, 80e (pen) · Álvaro Pereira 90+5e | Spectateurs : 42 658 Arbitrage : Massimo Busacca | Spectateurs : 42 658 Arbitrage : Massimo Busacca |
| 16 juin 2010 · 20:30 UTC+2 · Historique des rencontres | Rapport        |         |                                                    | Spectateurs : 42 658 Arbitrage : Massimo Busacca | Spectateurs : 42 658 Arbitrage : Massimo Busacca |

| Afrique du Sud | Uruguay |

| Afrique du Sud :        |    |                        |     |     |
|                         |    |                        |     |     |
| G                       | 16 | Itumeleng Khune        |     | 76e |
| D                       | 2  | Siboniso Gaxa          |     |     |
| D                       | 3  | Tsepo Masilela         |     |     |
| D                       | 4  | Aaron Mokoena          |     |     |
| M                       | 8  | Siphiwe Tshabalala     |     |     |
| A                       | 9  | Katlego Mphela         |     |     |
| M                       | 10 | Steven Pienaar         | 79e | 6e  |
| M                       | 11 | Teko Modise            |     |     |
| M                       | 12 | Reneilwe Letsholonyane | 57e |     |
| M                       | 13 | Kagisho Dikgacoi       |     | 42e |
| D                       | 20 | Bongani Khumalo        |     |     |
| Remplaçants :           |    |                        |     |     |
| G                       | 1  | Moeneeb Josephs        | 79e |     |
| G                       | 22 | Shu-Aib Walters        |     |     |
| D                       | 5  | Anele Ngongca          |     |     |
| M                       | 6  | MacBeth Sibaya         |     |     |
| M                       | 7  | Lance Davids           |     |     |
| D                       | 14 | Matthew Booth          |     |     |
| D                       | 15 | Lucas Thwala           |     |     |
| A                       | 17 | Bernard Parker         |     |     |
| A                       | 18 | Siyabonga Nomvethe     |     |     |
| M                       | 19 | Surprise Moriri        | 57e |     |
| D                       | 21 | Siyabonga Sangweni     |     |     |
| M                       | 23 | Thanduyise Khuboni     |     |     |
| Sélectionneur :         |    |                        |     |     |
| Carlos Alberto Parreira |    |                        |     |     |

| Uruguay :                |    |                     |     |  |  |                 |
|                          |    |                     |     |  |  |                 |
| G                        | 1  | Fernando Muslera    |     |  |  |                 |
| D                        | 2  | Diego Lugano        |     |  |  |                 |
| D                        | 3  | Diego Godín         |     |  |  |                 |
| D                        | 4  | Jorge Fucile        | 70e |  |  |                 |
| A                        | 7  | Edinson Cavani      | 89e |  |  |                 |
| A                        | 9  | Luis Alberto Suárez |     |  |  |                 |
| A                        | 10 | Diego Forlán        |     |  |  | 24e, 80e (pen.) |
| M                        | 11 | Álvaro Pereira      |     |  |  | 90+5e           |
| M                        | 15 | Diego Pérez         | 90e |  |  |                 |
| M                        | 16 | Maxi Pereira        |     |  |  |                 |
| A                        | 17 | Egidio Arévalo Ríos |     |  |  |                 |
| Remplaçants :            |    |                     |     |  |  |                 |
| G                        | 12 | Juan Castillo       |     |  |  |                 |
| G                        | 23 | Martín Silva        |     |  |  |                 |
| M                        | 5  | Walter Gargano      | 90e |  |  |                 |
| D                        | 6  | Mauricio Victorino  |     |  |  |                 |
| M                        | 8  | Sebastián Eguren    |     |  |  |                 |
| A                        | 13 | Sebastián Abreu     |     |  |  |                 |
| M                        | 18 | Ignacio González    |     |  |  |                 |
| D                        | 19 | Andrés Scotti       |     |  |  |                 |
| M                        | 20 | Álvaro Fernández    | 70e |  |  |                 |
| A                        | 21 | Sebastián Fernández | 89e |  |  |                 |
| D                        | 22 | José Martín Cáceres |     |  |  |                 |
| Suspendu(s) :            |    |                     |     |  |  |                 |
| M                        | 14 | Nicolás Lodeiro     |     |  |  |                 |
| Sélectionneur :          |    |                     |     |  |  |                 |
| Oscar Washington Tabárez |    |                     |     |  |  |                 |

| Assistants : Matthias Arnet Francesco Buragina Quatrième arbitre : Wolfgang Stark Cinquième arbitre : Jan-Hendrik Salver Homme du match : Diego Forlán |

### France - Afrique du Sud
| 3e journée                                             | France              | 1 – 2   | Afrique du Sud                           | Free State Stadium, Bloemfontein                                  |                                                                   |
| 22 juin 2010 · 16:00 UTC+2 · Historique des rencontres | Florent Malouda 70e | (0 – 2) | 20e Bongani Khumalo · 37e Katlego Mphela | Spectateurs : 39 415 · Arbitrage : Óscar Ruiz · Photos du match · | Spectateurs : 39 415 · Arbitrage : Óscar Ruiz · Photos du match · |
| 22 juin 2010 · 16:00 UTC+2 · Historique des rencontres | Rapport             |         |                                          | Spectateurs : 39 415 · Arbitrage : Óscar Ruiz · Photos du match · | Spectateurs : 39 415 · Arbitrage : Óscar Ruiz · Photos du match · |

| France | Afrique du Sud |

| France :         |    |                     |     |     |
|                  |    |                     |     |     |
|                  | 1  | Hugo Lloris         |     |     |
|                  | 2  | Bacary Sagna        |     |     |
|                  | 5  | William Gallas      |     |     |
|                  | 7  | Franck Ribéry       |     |     |
|                  | 8  | Yoann Gourcuff      |     | 25e |
|                  | 9  | Djibril Cissé       | 55e |     |
|                  | 11 | André-Pierre Gignac | 46e |     |
|                  | 17 | Sébastien Squillaci |     |     |
|                  | 18 | Alou Diarra         | 82e |     |
|                  | 19 | Abou Diaby          |     | 71e |
|                  | 22 | Gaël Clichy         |     |     |
| Remplacements :  |    |                     |     |     |
|                  | 3  | Éric Abidal         |     |     |
|                  | 4  | Anthony Réveillère  |     |     |
|                  | 6  | Marc Planus         |     |     |
|                  | 10 | Sidney Govou        | 82e |     |
|                  | 12 | Thierry Henry       | 55e |     |
|                  | 13 | Patrice Évra        |     |     |
|                  | 15 | Florent Malouda     | 46e |     |
|                  | 16 | Steve Mandanda      |     |     |
|                  | 20 | Mathieu Valbuena    |     |     |
| Sélectionneur :  |    |                     |     |     |
| Raymond Domenech |    |                     |     |     |

| Afrique du Sud :        |    |                    |     |
|                         |    |                    |     |
|                         | 1  | Moeneeb Josephs    |     |
|                         | 3  | Tsepo Masilela     |     |
|                         | 4  | Aaron Mokoena      |     |
|                         | 5  | Anele Ngcongca     | 55e |
|                         | 6  | MacBeth Sibaya     |     |
|                         | 8  | Siphiwe Tshabalala |     |
|                         | 9  | Katlego Mphela     |     |
|                         | 10 | Steven Pienaar     |     |
|                         | 17 | Bernard Parker     | 68e |
|                         | 20 | Bongani Khumalo    |     |
|                         | 23 | Thanduyise Khuboni | 78e |
| Remplacements :         |    |                    |     |
|                         | 2  | Siboniso Gaxa      | 55e |
|                         | 11 | Teko Modise        | 78e |
|                         | 18 | Siyabonga Nomvethe | 68e |
| Sélectionneur :         |    |                    |     |
| Carlos Alberto Parreira |    |                    |     |

| Assistants : Abraham Gonzalez Humberto Clavijo Quatrième arbitre : Héctor Baldassi Cinquième arbitre : Ricardo Casas Homme du match : Katlego Mphela |